# SmackDown LIVE
WWE SmackDown（全名為Friday Night SmackDown, 或簡稱SmackDown），是美國世界摔角娛樂（WWE）公司所制作的重頭節目之一，全世界多個國家都有轉播。
WWE SmackDown於1999年開始播出，一開始，WWE SmackDown是於星期四播出；但從2005年開始，皆在星期五播出。WWE SmackDown最初在1999年4月29日於美國UPN電視網首播，但就在UPN電視網與WB電視網合併後，2006年，WWE SmackDown改於CW電視網播出。2008年10月，WWE SmackDown將轉播權移交至MyNetworkTV。2010年10月1日，WWE SmackDown將轉播權移交至Syfy。
自第一集播出以來，WWE SmackDown已經在162個地區、147座城市集七個國家播出（美國、加拿大、英國、伊拉克於2006年和2007年的悼念軍人特集、日本於2005年、義大利於2007年、墨西哥於2011年）。
由於時差的關係，WWE SmackDown的播出會比愛爾蘭和英國早幾個小時，比澳洲、新加坡、菲律賓和印度早一天。
WWE SmackDown原本是和另一間職業摔角公司世界冠軍摔角（World Champion Wrestling）所制作的節目Thunder相競爭的節目，和世界摔角娛樂公司的其他節目制作不同，它不是一個直播節目，而是一個錄影節目。目前WWE SmackDown是世界摔角娛樂公司三大重頭節目之一，其餘兩個重頭節目分別是Raw和WWE NXT。
2016年5月26日，WWE宣布從7月19日開始，SmackDown的轉播權將會轉移至USA電視台，並且是LIVE直播方式播出，全名改為WWE Smackdown Live。並且將恢復從2011年取消的品牌選手概念制，兩大品牌將有個別獨立之選手與專屬冠軍腰帶。2019年5月中旬，文斯·麥馬漢宣布，將引進外卡規則至兩大品牌，兩大品牌節目將開放另一個品牌之數位選手不等，參與該品牌節目劇情演出，刺激各品牌收視，而直到2019年10月11日，FOX電視網播出的全新Friday SmackDown節目中策劃了兩大品牌之選秀日，也代表外卡規則正式畫下句點。到2024年10月，FOX正式宣布結束轉播SmackDown，而後改由USA電視網轉播本節目。

## 選手陣容

### 腰帶持有者
- 毋庸置疑WWE環球冠軍
  - John Cena
- WWE雙打冠軍
  - The Wyatt Sicks
- WWE女子冠軍 
  - Tiffany Stratton
- WWE美國冠軍
  - Solo Sikoa
- WWE女子美國冠軍
  - Giulia
- WWE極速女子冠軍
  - Sol Ruca

### 男子選手
- Andrade
- Aleister Black
- Austin Theory
- 寇帝·羅茲
- Carmelo Hayes
- 祖魯·麥金泰爾
- 羅曼·瑞恩斯
- 凱文·歐文斯
- 安吉洛·道金斯
- 蒙特茲·福特（英语：Montez Ford）
- Tommaso Ciampa
- Johnny Gargano
- 中邑真輔
- Elton Prince
- 吉米·烏索
- LA Knight
- Santos Escobar
- Solo Sikoa
- Kit Wilson
- Grayson Waller
- Randy Orton
- The Miz
- Angel
- Berto
- Tanga Loa
- Jacob Fatu
- Tama Tonga
- Talla Tonga
- JC Mateo
- Rey Fénix

### 女子選手
- Alexa Bliss
- 碧昂卡·布萊兒（英语：Bianca Belair）
- B-Fab
- Candice LeRae
- Chelsea Green
- Piper Niven（英语：Piper Niven）
- 夏洛特·福萊爾
- Jade Cargill
- Michin(Mia Yim)
- Nia Jax
- 尼琪‧克羅斯
- Tiffany Stratton
- Zelina Vega
- Giulia
- Kiana James

### 自由選手不隸屬各品牌
- 布洛克·雷斯納 (英語：Brock Lesnar)
- John Cena
- Omos

### 經理人角色
- 保羅·黑門

### 團體組合
- 美魔男
- Legado Del Fantasma(Santos Escobar, Angel, Berto)
- The Street Profit (Angelo Dawkins, Montez Ford)
- DIY
- Motor City Machine Guns
- The Bloodline
- The Wyatt Sicks

### 管理職位
- 官方高層
  - Nick Aldis（英语：Nick Aldis）

## 外部連結
- WWE SmackDown Live官方網站（页面存档备份，存于） （英文）
- WWE SmackDown Live官方facebook粉絲專頁（页面存档备份，存于） （英文）
- WWE SmackDown Live 官方YouTube頻道（页面存档备份，存于） （英文）